# Mexica (jeu de société)
Pour l’article homonyme, voir Mexicas.
Mexica est un jeu de société créé par Wolfgang Kramer et Michael Kiesling et édité en 2002 par Ravensburger. C'est le troisième et dernier jeu de la série dite « du masque », comprenant Tikal (1999) et Java (2000). Cette « trilogie », fameuse dans le monde du jeu moderne, est basée sur un même principe, inspiré du jeu Torres (1999) des mêmes auteurs : des points d'actions limités à gérer à chaque tour, du placement tactique et des luttes de majorité.
En 2015, l'éditeur français Super Meeple réédite Mexica avec un matériel de jeu de qualité nettement supérieure à l'édition originale.

## Principe général
Les joueurs incarnent des nobles aztèques, les « Pilli Mexica », chargés par l'Empereur de bâtir la cité de Tenochtitlan, sur le lac Texcoco. Il leur faut faire creuser des canaux, construire des ponts, délimiter des terrains, se déplacer pour fonder des quartiers, y bâtir des temples et faire valoir leur influence spirituelle, afin de remporter le plus de prestige possible aux yeux de l'Empereur, et ainsi être appelés à occuper les plus hautes fonctions dans la nouvelle cité.

## Règle du jeu

### But du jeu
Les joueurs doivent accumuler le plus de points de prestige. Pour cela ils doivent être les premiers à fonder des quartiers, qui leur rapporteront plus ou moins selon leur superficie, et cela en fonction des commandes de l'Empereur (jetons « calpulli » aléatoirement tirés). Ils doivent ensuite essayer d'obtenir des majorités « spirituelles » dans les quartiers déjà fondés, en bâtissant des tours d'une valeur globale supérieure à celle de leurs adversaires (la valeur d'une tour équivaut à son nombre d'étages, qui vont de 1 à 4), sachant que le nombre de tours à disposition des joueurs est limité et les renversements de situation fréquents.

### Matériel (édition de 2015)
- 72 temples en résine
- 1 plateau de jeu
- 4 aides de jeu
- 37 tuiles grand canal
- 6 tuiles petit canal
- 15 jetons « calpulli »
- 12 jetons actions
- 4 marqueurs de scores
- 4 pions « Pilli Mexica »
- 11 ponts en bois
- 1 règle du jeu

### Mise en place
Mélanger les 15 jetons Calpulli (quartiers) de différentes valeurs, face cachée. En retourner 8 au hasard et les placer par ordre croissant de leur valeur chiffrée jaune sur l'espace prévu à cet effet sur le plateau de jeu. Les 7 jetons restants seront utilisés durant la seconde période du jeu.
Placer le reste du matériel sur le bord du plateau de jeu. Placer deux tuiles grand canal sur le canal déjà creusé sur le plateau.
Chaque joueur choisit une couleur et sélectionne 9 temples dans son stock, comme indiqué sur son aide de jeu (3 de valeur 1, 3 de valeur 2, 2 de valeur 3, 1 de valeur 4). Les 9 temples restants sont provisoirement écartés ; ils serviront pour la seconde période du jeu, après un premier décompte de majorité et quand les 7 jetons calpulli restants seront mis en jeu.
Dans la configuration à deux joueurs il convient en outre de placer aléatoirement sur le plateau 10 temples d'une troisième couleur (pour une valeur totale de 20 étages, répartis comme suit : 4 temples de 1 étage, 3 temples de 2 étages, 2 temples de 3 étages, 1 temple de 4 étages). Les temples doivent être espacés les uns des autres d'au moins 4 cases et ne peuvent être érigés en bordure du lac. Ce « joueur neutre » doit être pris en compte dans le décompte des points de prestige à la fin des deux périodes du jeu (les points récoltés ne sont pas les mêmes selon qu'on est premier, deuxième ou troisième en influence dans un quartier).

### Fin de partie et vainqueur
La partie s'arrête lorsque les conditions de déclenchement de fin de la deuxième période sont remplies (tous les quartiers ont été fondés et un des joueurs a posé tous ses temples). On procède alors à un ultime décompte de points. Le vainqueur est le joueur dont le marqueur de points est en tête sur la piste de prestige.

## Distinctions
- Tric Trac d'argent 2002